# 妖獣教室
『妖獣教室』（ようじゅうきょうしつ）は、前田俊夫による日本の成人向け漫画作品。および原作を基にした小説、OVAとアニメ映画である。

## あらすじ

### 妖獣教室
18歳の雲行斎宗徒と40歳の加須信市は、惑星相互視察機構のエージェント。地球征服のため宇宙からやってきたエイリアン（妖獣）が彼らの敵である。妖獣は人間の男の体を乗っ取っては女を犯し、人間と妖獣の混血を作ろうと計画。そのため明青学院で女教師や女子生徒が次々を無残な死をとげる。宗徒は捜査のために学園に潜入し、幼なじみの河合勉と朝倉加代に再会。勉と加代は愛し合う恋人同士であったが、その加代こそが、次のターゲットだった。勉に変身、加代を凌辱するグロテスクな妖獣。加代の悲鳴をきいて駆けつける宗徒。人間vs妖獣の凄まじいバトル・ロイヤルが始まる。

### 妖獣教室 2
加須と勉の命をなげうった活躍により妖獣は消滅。その企みも水泡に帰したかに見えたが、加代の腹の中には妖獣の子種が残されていた、成長したそれは加代の股間から不気味な触手をのばし男たちを食い殺し女たちを犯す。加代の友人の美紀は妖獣にバージンを奪われたことにより、淫らな快楽に目覚め妖獣の手先になってしまった。前回の闘いのショックから立ち直れないままの宗徒は、新しくエージェントとして派遣されてきた矢上の励ましと、加代の深い愛、さらに弥勒菩薩の加護によって妖獣と対決。地球征服まであと数時間…再び明青学院の屋上を舞台に、超次元の闘いが展開される。

### 妖獣教室外伝
異星人・キャプテンOは仲間たちとともに妖獣の復活を阻止すべく地球に向かい、妖獣との戦いで死亡した女戦士・アッシュを復活させるために、彼女の妹であるベベとディーを地球へ送った。一方、雲行寺の宗徒はミキというアッシュと似た姿をした女バイカーと出会い、再会したベベとディーとともにミキを説得した。ミキはアッシュのスペルニアと融合しようとするが、拒絶反応を起こしてしまう。そうこうしているうちに、妖獣が復活してしまい、女バイカーたちを食らいながら母であるカヨの元へと向かっていた。そのとき、宗徒の涙がミキとアッシュのスペルニアを結び付け、宗徒と絶頂を迎えたミキはアッシュとなって妖獣を倒すのであった。

## 登場人物
雲行斎宗徒
朝倉加代
妖獣
美雪
アッシュ
ＢＢ（ベベ）
ディー
キャプテンＯ
雲行斎宗近

## 書誌情報
- 『妖獣教室1』 1989年5月発売 ISBN 4898290051
- 『妖獣教室2』 1989年9月発売 ISBN 4898290078
- 『妖獣教室』 1995年12月発売 ISBN 4948732273
  - 天野亘・著、前田俊夫・原案、ワコー出版〈JoyMateシリーズ〉

## アダルトアニメ
1990年から1991年にかけて全4巻のVHSが発売され、翌年から1995年にかけて続編も発売された。また、1995年11月17日にはR指定映画として『妖獣教室外伝』が劇場公開され、翌年に続編も発売された。英語版タイトルは「Demon Beast Invasion」。

### 映像ソフト
VHS
- 『妖獣教室』 1990年5月25日発売 VHS:SIH-1004
- 『妖獣教室2』 1990年7月27日発売 VHS:SIH-1005
- 『妖獣教室3』 1991年8月5日発売 VHS:SIH-1010
- 『妖獣教室4』 1991年10月18日発売 VHS:SIH-1011
- 『妖獣教室 総集編』 1992年1月17日発売 VHS:SIH-1014
- 『妖獣教室 香港復活篇』 1994年5月13日発売 VHS:SIH-1039
- 『妖獣教室 完結編』 1994年5月27日発売 VHS:SIH-1040
- 『妖獣教室外伝 劇場版 前編』 1996年1月12日発売 VHS:SIH-1056
- 『妖獣教室外伝 劇場版 後編』 1996年2月9日発売 VHS:SIH-1058
- 『妖獣教室外伝2』 1996年3月8日発売 VHS:SIH-1061
- 『妖獣教室外伝2 エロスの女神降臨』 1996年3月8日発売 VHS:5SIH-1062
- 『妖獣教室外伝3 聖母のエクスタシー』 1996年3月29日発売 VHS:5SIH-1064
- 『妖獣教室外伝 絶頂大全』 1996年7月26日発売 VHS:3SIH-1067

LD
- 『妖獣教室 香港復活篇』 1995年1月21日発売 LD:SWLD-4008
- 『妖獣教室 完結篇』 1995年2月21日発売 LD:SWLD-4009
- 『妖獣教室外伝 完全版 前編・後編収録』 1996年4月25日発売 LD:DLZ-0191
- 『妖獣教室外伝 パーフェクト・コレクション』 1997年2月24日発売 LD:DLZ-0205

VCD
- 『妖獣教室 完結篇』 1996年8月23日発売 VCD:DTR-6006
- 『妖獣教室外伝 ノーカット完全版 劇場版 前編 後編』 1996年9月6日発売 VCD:DTR-6007

DVD
- 『妖獣教室 第1章』 2000年4月26日発売 DVD:TKBA-5003
- 『妖獣教室 第2章』 2000年4月26日発売 DVD:TKBA-5004
- 『妖獣教室 第3章』 2000年4月26日発売 DVD:TKBA-5005
- 『妖獣教室 第4章』 2000年4月26日発売 DVD:TKBA-5006
- 『妖獣教室 第5章』 2000年4月26日発売 DVD:TKBA-5007
- 『妖獣教室外伝 絶頂大全』 2002年3月20日発売 DVD:TKBU-5128

### スタッフ
- 製作：スモーリー和泉、槙賢人
- 監督：福多潤
- 原作：前田俊夫
- キャラクターデザイン：山田捨吉
- 脚本：天野亘
- 制作：エム・ティ・ヴィ
- 製作：大映映像株式会社

## ハイブリッドソフト
WindowsとMacintosh両方に対応したハイブリッドCD版。
- 『真・妖獣教室 エクスタシーアドベンチャー』 1995年8月25日発売
- 『真・妖獣教室2 ASH☆RETURNS』 1996年4月5日発売
- 『真・妖獣教室3』 1996年4月26日発売